# HNF
HNF (zkratka slov Hrdinové nové fronty) byla česká punková kapela, která vznikla v roce 1985 v Jihlavě ve složení Petr a Pavel Štěpánovi a Leoš Kostelecký. HNF za sebou zanechali pět demokazet a nahrávky z koncertů a jednu oficiální nahrávku „Válečný území“, kterou vydalo až po společenské změně v roce 1991 vydavatelství Monitor v době, kdy skupina už neexistovala a která je sestavena jako výběr z demosnímků „Válka“, „Obyčejní hrdinové“ a „Dům na demolici“.

## Členové
- Petr "Biafra" Štěpán – zpěv, kytara
- Leoš "Kosťa" Kostelecký – baskytara, zpěv
- Pavel "Naci" Štěpán – bicí

## Tvorba
Tvorba HNF vychází ze společenských poměrů komunistického Československa v půli osmdesátých let 20. století. Texty Petra Štěpána jsou výrazně antimilitaristické, plné sociálních problémů a hlavně nesené v obecné rovině jakési filozofické intuice, takže neztrácejí platnost podnes. V některých písních lze nalézt sklony k hnutí skinheads – písně „Dohola oi oi aneb Skinheadský punk“ nebo přezdívka Pavla Štěpána „Naci“ a jsou odrazem doby, kdy u jednoho stolu seděli punkeři i skinheadi. Skupina také v některých písních oslavovala nabubřele vlastní hnutí („Pochod hrdinů“, „Punk a pogo“, „Punkrockoví válečníci“, „Heavy metal je hnusnej“, "Punkrocková generace" aj.) a jež patří ke slabší stránce tvorby HNF.
První koncertní pořad (a stejnojmenná demokazeta) „Válka“ zahrnoval rané období HNF v letech 1985–1986. Senzací se stala píseň s apelem „Do boje!“ a hlavně největší hit skupiny vůbec s esencí postoje HNF – píseň „Svět se posral“. Z raného období ještě stojí za zmínku písně „Hyperaktivní děti“ a „Tanky“. Ostatní písně jsou sice řemeslně zdatné, ale je u nich patrná určitá myšlenková nevyzrálost. V roce 1987 představili HNF na Rockfestu v Praze nový pořad „Obyčejní hrdinové“, který lze považovat za vrchol HNF. Našlapaná hudba (HNF hráli jen v trojčlence basa, bicí, kytara, Petr Štěpán stíhal hrát doprovodnou i sólovou kytaru a ještě zpívat a též bubeník a baskytarista byli na hráčské úrovni, do té doby u punkové skupiny naprosto nevídané), perfektní aranžmá, zpěv jak motorová pila a vyzrálé texty. Dodnes odolaly zubu času písně: „Bombardéry“, „Obyčejní hrdinové“, „Nepřítel“, „Smrti rituál“, „Loutka“, „Smrt je vítěz“, „Zlo“, "Můj národ", „Skinheadská noc“ a píseň „Hororový věk“.
V roce 1988 přichází HNF s novým pořadem „Dům na demolici“, ale i když písně mají stále potřebnou šťávu, je zde patrna krize skupiny. Hudebně i textově se nápady opakují, z demokazety je patrná bezradnost a přešlapování na místě, za zmínku stojí pouze písně "Mašina války", "Bída", „Operace“ a titulní „Dům na demolici“. Východiskem z krize snad měl být studiový projekt ze srpna 1988 „Nová drákulománia“, obohacující styl kapely o hru na klávesy a spojující ne příliš šťastně punk s tzv. gothic rockem. HNF jsou opět nejsilnější ve svých válečně-apokalyptických vizích „Morion, bůh války“ a „Obřad za mrtvé“ – patrně nejlepší píseň Petra Štěpána vůbec, jež je zdařilým epilogem za tvorbou HNF. Za zmínku ještě stojí fakt, že Petr Štěpán je autorem veškeré hudby a textů písní HNF, kapela je podepsána společně pod aranžmá písní, což je ojedinělé i v kontextu dějin celé populární hudby. Snad také proto je tvorba HNF dodnes živou legendou.

## Diskografie
- Válka (demo, 1986, 19 písní)
- Obyčejní hrdinové (demo, 1987, 17 písní)
- Hororový věk (demo, 1987, 4 písně)
- Dům na demolici (demo, 1988, 13 písní)
- Nová drákulománia (demo, 1988, reedice 1995 MC firma Heretic Records, 10 písní)
- Válečný území (1991, Monitor, dema – výběr, 13 písní)
- To svět se posral! (2015)
- Válka  (2017) 2LP (demo 1986)
- Když se bombardéry vracejí  (2021)
- Obyčejní hrdinové  (2021) 2LP (demo 1987)
- Dům na demolici / Hororový věk  (2023) 2LP (dema 1988 a 1987)

## Zánik
Hrdinové nové fronty ukončili svou činnost koncem roku 1988 z důvodu uměleckého vyčerpání punkového hudebního rámce, následně dochází k založení nové skupiny XIII. století ve stylu gotického rocku.

## 2008
V roce 2008, k 20. výročí ukončení činnosti kapely, vydává firma Monitor – Emi poprvé na CD ve dvou kompletech téměř všechny písně ze všech pěti studiových demokazet HNF. 3CD komplet "Na barikádách z popelnic 1985 - 1988" obsahuje výběr ( ovšem ne zcela prost cenzurního zásahu ) z prvních tří demokazet: "Válka" 1986, "Obyčejní hrdinové" 1987 , "Dům na demolici" 1988 a CD komplet "Nová drákulománia a Hororový věk" obsahuje bez jednoho titulu
( píseň "Epilog" ) kompletní demokazety "Nová drákulománia" 1988 a "Hororový věk" 1987.

## 2021
V roce 2021, se kapela v sestavě Petr Štěpán(kytara, zpěv), Pavel Štěpán(bicí) a Mirek Paleček(baskytara) sešla k natočení alba "Když se bombardéry vracejí". Album bylo vydáno 03.12.2021 